# Anguilla (otok)
Anguilla je otok u Malim Antilima na Karibima istočno od Portorika. Politički to je dio prekomorskih područja Angvila. Angvili pripada i niz malih, nenastanjenih koraljnih otoka.

## Zemljopis
Angvila je ravan i nizak otok od koralja i vapnenca. Najviša točka na njemu je Crocus Hill sa samo 65 m.
Opskrba pitkom vodom postaje neizvjesnom pri jakom rastu potrošnje.

## Klima
Angvila ima tropsku klimu, na koju utječu sjeveroistočno vjetrovi. Godišnje varijacije temperature su vrlo male, kreće se od 27 °C u prosincu do 30 °C u srpnju. U prosjeku, godišnje padne 900 mm padalina; najkišovitiji mjeseci su rujan i listopad, a najsuši velječa i ožujak.  Sezona uragana u Angvili je od lipnja do studenog, a najčešći su od kolovoza do sredine listopada.

## Povijest
Engleski naseljenici su kolonizirali otok dolazeći sa Svetog Kristofora i Nevisa. Velika Britanija je upravljala otokom sve do 19. stoljeća. Od 1958. do 1962. je bila provincija Zapadnoindijske federacije da bi - protiv želje stanovništva - 1968. bila priključena britanskim krunskim kolonijama.
Dvije godine nakon pobuna je konačno 1971. dozvoljeno odvajanje koje je definitivno priznato 1980. Od tada Agvila ima unutrašnju autonomiju, a u ostalim pitanjima je ovisna o Ujedinjenom Kraljevstvu. 

## Religija
Angvila ima 13.000 stanovnika. 40% su Anglikanci, 33% Metodisti, 7% Adventisti sedmog dana, 5% Baptisti, 3% Katolici dok ih 12% pripada nekoj drugoj crkvi ili su ateisti.

## Gospodarstvo
Angvila gotovo da nema nikakvih sirovina. Gospodarstvo je jako ovisno o luksuznom turizmu, bankovnom poslovanju stranih banaka (offshore banke), izlovu jastoga i doznakama iz inozemstva.
Rastući turizam potiče građevinsku djelatnost i doprinosi gospodarskom razvoju. Glavnu pažnju činovnici posvećuju malom ali rastućem financijskom sektoru porezne oaze.
U međuvremenu, nade gospodarstva počivaju uglavnom na turizmu.

## Jezici
Na anguilla Anguilli se govore 2 jezika, službeni engleski 950 (2004) i Antigvanski i barbudski kreolski engleski, ovdje nazivan angvilski kreolski engleski 11.500 (2001 popis).

## Promet
Cestovna mreža duga je 105 km, od čega su 65 tvrde ceste.  Na otoku su dvije luke, Blowing Point i Road Bay, i zračna luka Anguilla Wallblake.

## Vanjske poveznice
- Languages of Anguilla (14th)
- Languages of Anguilla (15th)